# Оле Лешер
Оле Лешер (швед. Olle Laessker; 2. април 1922 — 19. септембар 1992) био је шведски атлетичар који се такмичио у скоку удаљ и спринтерским дисциплинама.
Најећи успех постигао је на Европском првенству у атлетици 1946. у Ослу, где је златне медаље у скоку удаљ, и штафети 4 х 100 метара. Штафета је трчала у саставу Стиг Данијелсон, Инге Нилсон, Лешер и Стиг Хокансон.
Лешер је за своје успехе добио спортску награду Stora Grabbars Märke. . На првенствима Шведске био је два пута првак у скоку удаљ 1946. и 1947.

### Значајнији резултати
| Датум | Такмичење          | Место         | Пласман | Дисциплина | Резултат | Детаљи |
| ----- | ------------------ | ------------- | ------- | ---------- | -------- | ------ |
| 1946  | Европско првенство | Осло Норвешка |         | скок удаљ  | 7,42 м   | [ 5 ]  |
| 1946  | Европско првенство | Осло Норвешка |         | 4 × 100 м  | 41,5     | [ 5 ]  |